# Sint-Nicolaaskapel (Nijmegen)
De Sint-Nicolaaskapel in Nijmegen, ook wel Valkhofkapel, Karolingische kapel  of Heydense kapelgenoemd, is een kapel op de Valkhofheuvel in het centrum van de stad. De kapel is gewijd aan de bisschop Nicolaas van Myra. 
Volgens de huidige inzichten dateert de Sint-Nicolaaskapel uit de 11e eeuw; voorheen werd lange tijd gedacht dat de kapel enkele eeuwen ouder was.
De kapel is een van de overblijfselen van de Valkhofburcht, die in 1796 op enkele restanten na werd gesloopt. Op het Valkhof – dat tegenwoordig een stadspark is – bevinden zich ook nog de resten van de apsis van de in de 12e eeuw gebouwde Sint-Maartenskapel: de Barbarossa-ruïne.

## Voorgeschiedenis
De plek waar de kapel later is gebouwd, was al in gebruik door de Bataven aan het begin van de jaartelling. Zij hadden hier volgens Tacitus een nederzetting, die hij benoemt als Oppidum Batavorum (later opgevolgd door Ulpia Noviomagus Batavorum).

## Geschatte dateringen en mogelijke stichters
Karel de Grote liet, volgens de overleveringen, omstreeks 770 (kort na zijn kroning tot koning der Franken) aan het Valkhof een van zijn paltsen bouwen: de Valkhofpalts. De Sint-Nicolaaskapel is lange tijd gehouden voor een restant hiervan. Deze aanname berustte op het feit dat de kapel op vrijwel dezelfde plek staat waar de palts moet zijn geweest, en tevens overeenkomsten heeft met de Akense paltskapel (een restant van de Akense koningspalts). De ouderdom van de Valkhofkapel werd zodoende lange tijd veel te hoog geschat; de kapel zou reeds uit de achtste eeuw dateren, en in dat geval zou het veruit het oudste nog bestaande gebouw van Nederland zijn geweest. De Sint-Nicolaaskapel of Valkhofkapel dateert volgens de verbeterde inzichten van omstreeks het jaar 1000, of nog iets later.
In ditzelfde verband werd gedacht dat de kapel in 799 was ingewijd door de uit Rome gevluchte paus Leo III, op verzoek van Karel de Grote persoonlijk. De kapel zou ook nog later in de reeds bestaande palts kunnen zijn geïntegreerd. 
Ook omtrent degene die de kapel heeft gesticht, zijn verschillende theorieën opgevoerd. Sommige bronnen noemen de abdis Theophanu van Essen. Zij zou de kapel gesticht hebben ter herinnering aan haar grootmoeder en naamgenote, de van oorsprong Byzantijnse prinses Theophanu (later keizerin van het Heilige Roomse Rijk), die op het Valkhof was overleden en een groot vereerder van de heilige Nicolaas van Myra zou zijn geweest. 
Een andere theorie uit 2014 stelt dat de kapel gebouwd werd rond 996, onder Otto III. Hij zou deze hebben gebouwd voor zijn moeder, de op deze plek overleden keizerin Theophanu.
Het lijkt al met al nog het waarschijnlijkst dat de kapel dateert uit de periode waarin veel kerken in romaanse stijl zijn verrezen: circa 1030 dan wel kort voor 1047, het jaar van de opstand onder Godfried II van Lotharingen. Vooral de bovenbouw van de kapel lijkt door de brand in dat jaar te zijn beschadigd. In 2007 kwamen onderzoekers van de Technische Universität Berlin  en de Hoge School voor de Kunsten Utrecht  tot de conclusie dat de kapel uit de periode 1030-1040 moest dateren. Dit laatste maakt het waarschijnlijker dat de kapel in opdracht van keizer Hendrik III werd gebouwd.

## Gebruik
De kapel werd onder andere bezocht door Katharina van Kleef. Zij moet hier in ieder geval in 1471 zijn geweest.
Een mogelijke reden dat de kapel bij de afbraak van de rest van de burcht eind 18e eeuw gespaard bleef, is dat men er toen een tempel van Julius Caesar in zag.

## Architectuur
De kapel is de enige nog bestaande romaanse centraalbouw in Nederland. 
De kapel bestaat grotendeels uit tuf- en baksteen.Hoewel lange tijd is gedacht dat de kapel een Karolingische kern bezit, lijkt deze opvatting intussen achterhaald. Het muurwerk aan de buitenkant van de kapel is enkele malen gewijzigd, terwijl de achtzijdige kern van het gebouw werd verhoogd met een verdedigingstoren.
De uit 796 daterende Karolingische paltskapel te Aken, het oudste deel van de Dom van Aken, moet als voorbeeld zijn genomen bij de bouw van de Sint-Nicolaaskapel. Dit maakt men op uit de bijzondere zestienhoekige vorm. 
De relatie tussen de Nicolaaskapel en keizerin Theophanu en haar familie baseert men op de achthoekigheid van de kapel; deze vorm was destijds typisch voor de Byzantijnse cultuur en werd door Theophanu ook naar de Lage Landen gebracht.

### Belangrijke onderdelen
In het midden van de kapel bevindt zich een open achtzijdige ruimte. 
De kapel bevat hergebruikte Romeinse bouwelementen, zoals dakpannen en bakstenen, waarop nog steeds het merkteken van Legio X Gemina is te zien.
In het portaal van de kapel was vroeger ook een Romeinse grafsteen ingemetseld, die zich tegenwoordig in het Valkhof Museum bevindt. Deze steen dateert uit de 2e eeuw en werd gemaakt voor een Romeinse veteraan uit het voornoemde legioen en diens zoon. De tekst hierop (een monogram) is later ontcijferd als opto sit tibi terra levis ("ik wens dat de aarde voor jou licht is").

## Heden
Het gebouw is in 1973 opgenomen in het rijksmonumentenregister.
De kapel wordt tegenwoordig onder andere gebruikt door de Grieks-Orthodoxe Kerk, exposities en literaire voordrachten. Sinds 2010 worden er tijdens de Vierdaagseweek onder de naam 'kapelsessies' kleinschalige muzikale optredens opgenomen.
In Madurodam staat een 1:25 schaalmodel van de Sint-Nicolaaskapel.

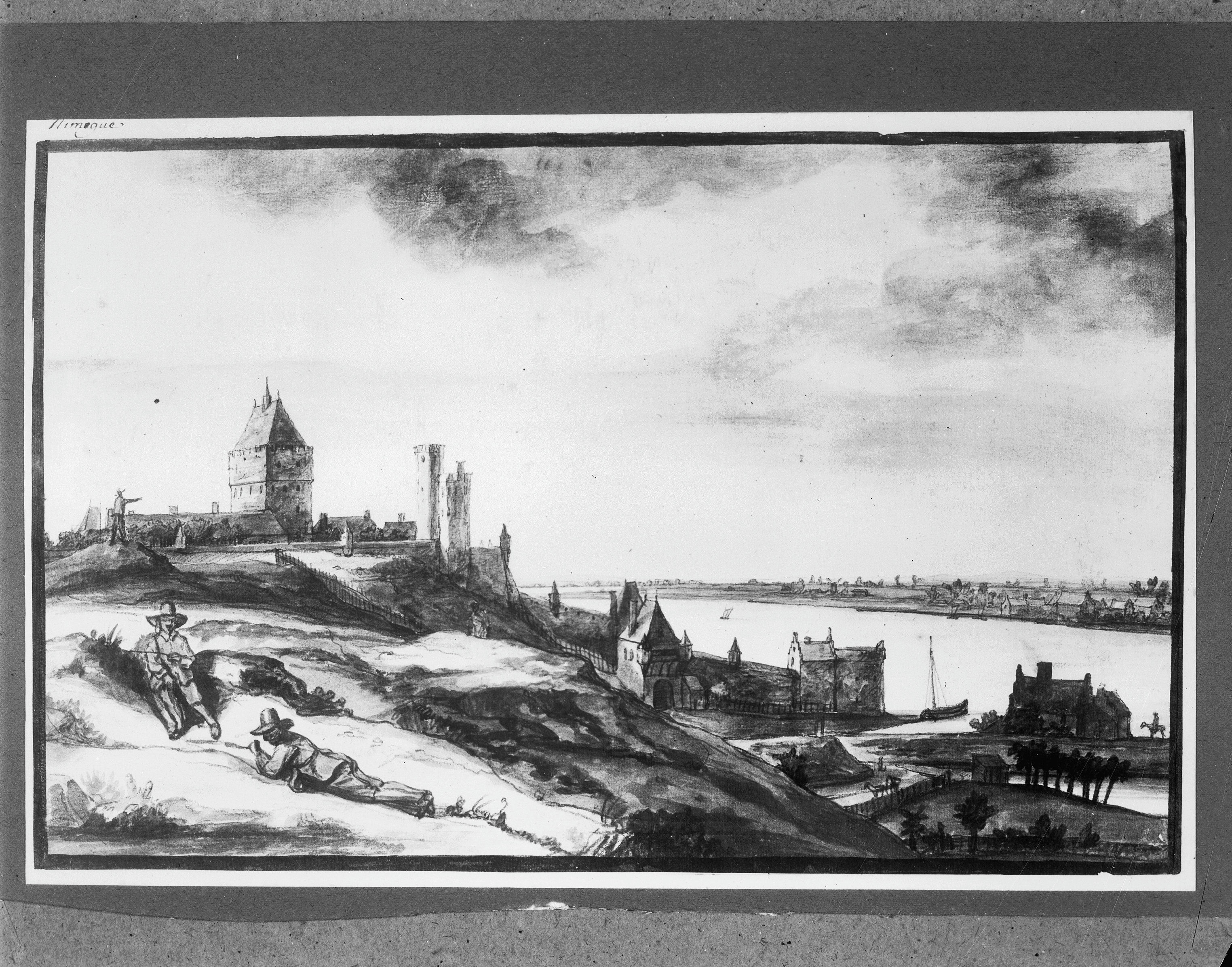
Reproductie van de kapel en omgeving (uit de Atlas Maior)
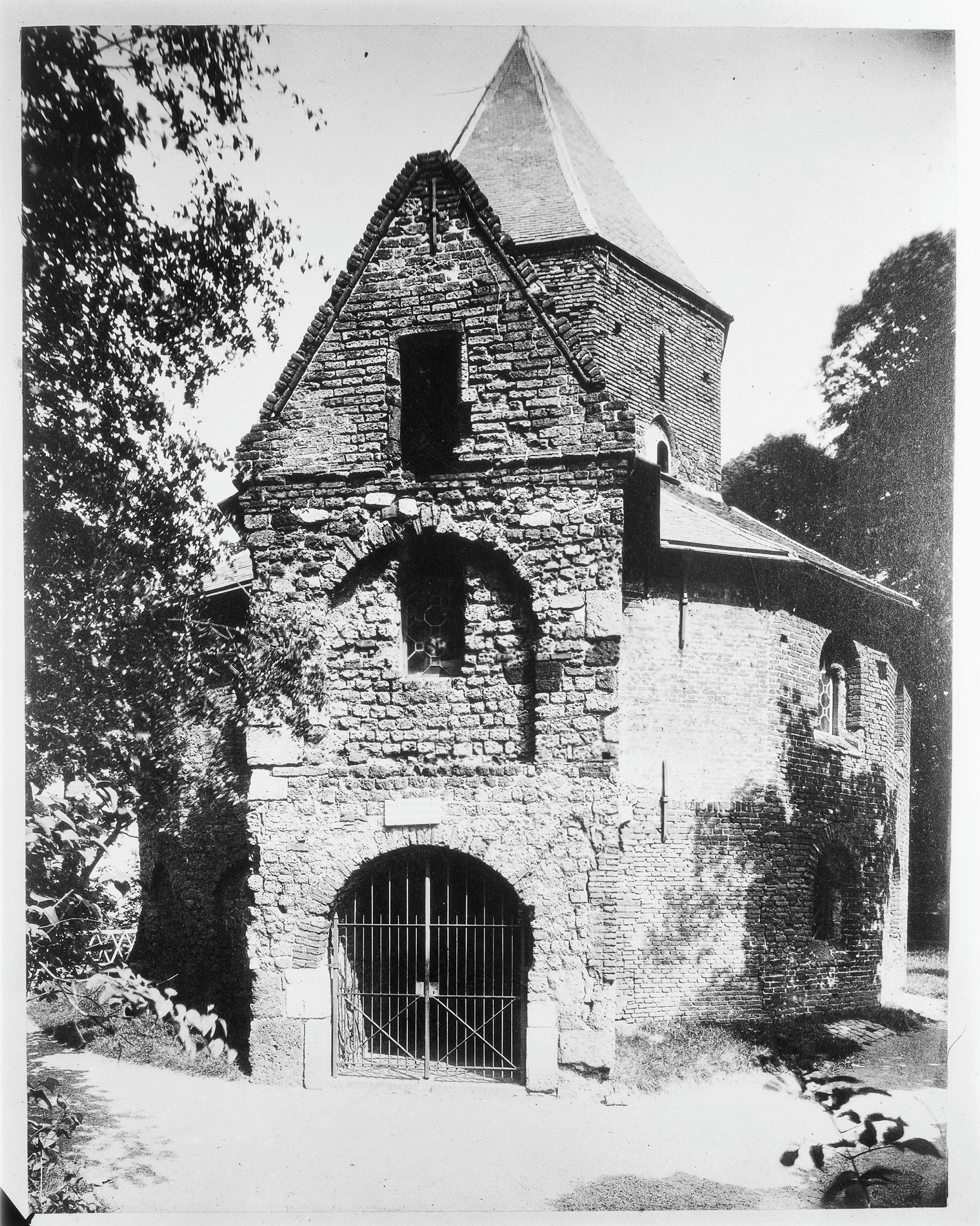
De kapel in 1891, westzijde
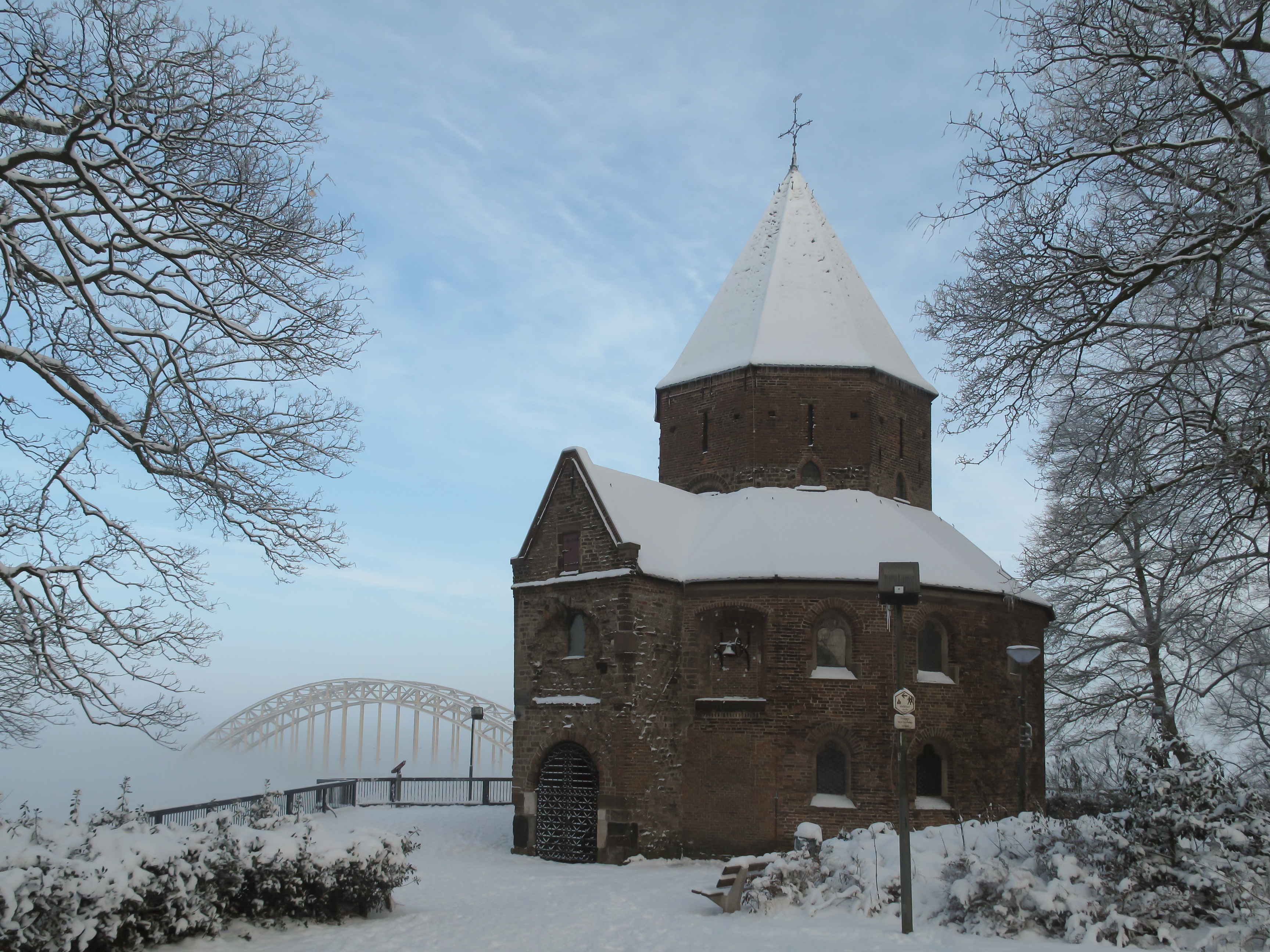
De kapel in 2010
- Korte digitale rondleiding in de Sint Nicolaaskapel